# Lahmacun
Lahmacun ⓘ of lahmajoen, ook bekend als Turkse pizza, is een traditioneel Midden-Oosters gerecht.

## Beschrijving
Lahmacun heeft een typisch pikante smaak. Het is gemaakt van deeg dat belegd is met een mengsel van pikant gekruid gehakt, ui, verse tomaten, pikante pepers en peterselie. Dit wordt vaak bereid in een oven. Het kan als wrap opgerold gegeten worden maar vaak wordt het in kleinere stukken gesneden en als schotel geserveerd. Alvorens het te nuttigen wordt het meestal besprenkeld met citroen. Het wordt naast restaurants ook verkocht in de supermarkt als ingevroren maaltijd. Het gerecht werd in het begin gegeten door Arabische sjeiks die door de woestijn reisden.

## Verspreiding
Lahmacun wordt voornamelijk gemaakt en verkocht in Armenië, Azerbeidzjan, Georgië, Israël, Iran, Irak, Jordanië,  Koerdistan, Libanon, Palestina, Saoedi-Arabië, Syrië en Turkije. Ook in landen met een grote bevolking uit het Midden-Oosten zoals Duitsland en Nederland zijn er restaurants en supermarkten die lahmacun verkopen.
In Nederland wordt deze meestal verkocht als wrap met bijvoorbeeld sla, komkommer en tomaat onder de naam "Turkse pizza". De Turkse pizza wordt vaak gegeten met knoflooksaus en/of sambal. 

## Naam
De naam lahmajoen is afgeleid van het Arabische لحم بعجين, lahm bi `adjien, dat 'vlees op deeg' betekent.